# Ядро планеты
Это статья про ядра планет. Про земное ядро см. Внутреннее ядро, Внешнее ядро, Ядро Земли.

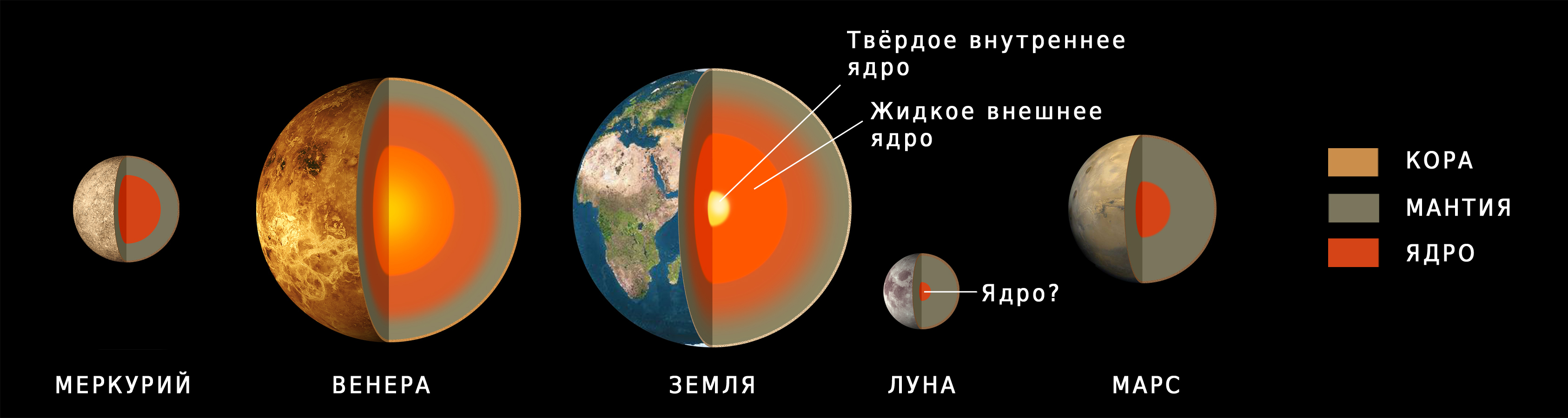
Структура внутренних планет Солнечной системы.

Ядро — самые внутренние слои планеты. Ядро может состоять из нескольких твёрдых и жидких слоёв, а также быть полностью твёрдым или полностью жидким. У планет Солнечной системы радиус ядра колеблется примерно от 20 % у Луны до 85 % у Меркурия от радиуса планеты.
Ядро может иметься и у естественного спутника планеты в случае, если его объём гравитационно дифференцирован.
Газовые планеты, такие как например Юпитер и Сатурн, также имеют ядра, однако их состав до сих пор является предметом дискуссий. Различные теории предполагают наличие как традиционных каменистых или железных ядер, так и ледяных, а также ядер из металлического водорода. Известно, что относительный (по сравнению с размером планеты) размер ядра у газовых гигантов значительно меньше, чем, например, у Земли. Но абсолютные размер и масса ядра таких планет могут быть очень большими: масса ядра Юпитера оценивается в 12 M⊕, а масса ядра экзопланеты HD 149026 b — в 67 M⊕.

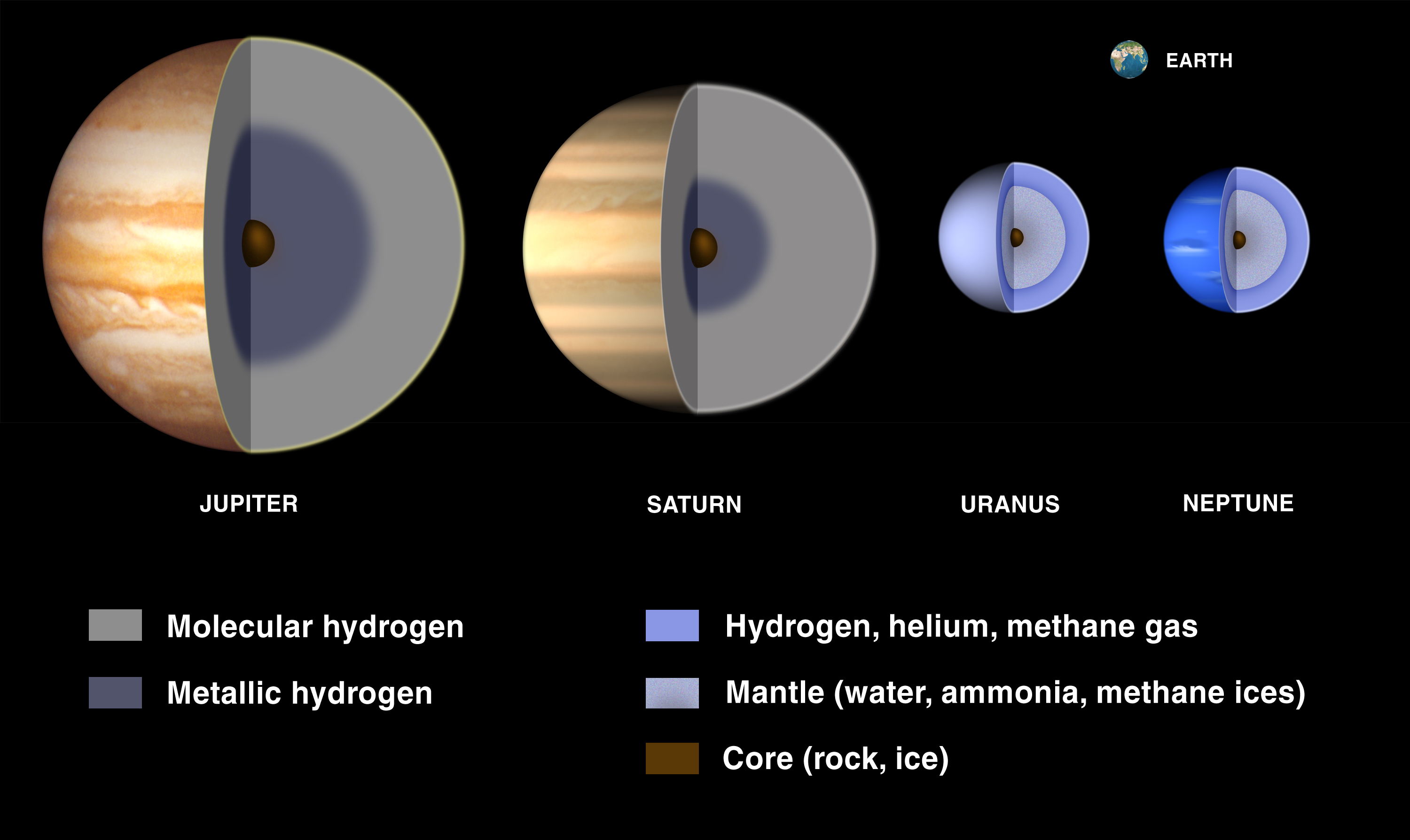
Структура внешних планет Солнечной системы.

## Обнаружение
Первой планетой, у которой было обнаружено ядро, является Земля.
В 1798 году британский физик и химик Генри Кавендиш рассчитал среднюю плотность Земли, получив значение в 5,48 плотности воды (позже это значение уточнялось, сейчас 5,53). Это натолкнуло его на мысль о том, что внутри Земли существует область повышенной плотности. Он понял, что плотность пород в этой области значительно выше, чем плотность, характерная для пород, выходящих на земную поверхность.
В 1898 году немецкий физик Иоганн Эмиль Вихерт предположил, что ядро Земли схоже по составу с железными метеоритами, которые представляют собой фрагменты ядер астероидов и протопланет. Однако железные метеориты не могут быть полностью эквивалентны веществу земного ядра, так как они образовались в гораздо меньших телах, а значит при других физико-химических параметрах.
В 1906 году британский геолог Ричард Диксон Олдхэм открыл с помощью волны сжатия внешнее ядро Земли.
В 1936 году датский геофизик, сейсмолог Инге Леманн открыла внутреннее ядро Земли на основе изучения распространения сейсмических волн от землетрясений в южной части Тихого океана.

## Модели формирования

### Аккреция
Скалистые планеты образуются в результате постепенного приращения частиц пыли протопланетного диска в планетезималь, размером до 10 км в диаметре. После достижения этого размера, уплотняющееся вещество увеличивает температуру в центре. Возросшая температура плавит его, образуя протопланету. Протопланета в течение определённого временного промежутка (около 105—106 лет) увеличивается до размеров Луны или Марса, и при определённых условиях продолжают увеличиваться на протяжении ещё 10—100 млн лет.
Газовые гиганты вроде Юпитера и Сатурна вероятно формируются вокруг ранее существовавших скалистых или ледяных тел, которые аккумулируют на себе газ из протопланетного облака, превращая себя в ядра планет гигантов.
Теория аккреции не способна объяснить процессы формирования планет на расстоянии более 35 а. е. от родительской звезды.

### Гравитационная дифференциация
Гравитационная дифференциация в широком смысле, подразумевает разделение неоднородного магматического расплава под влиянием гравитационных сил, сопровождающееся выделением энергии.
К примеру, в момент образования Земли элементы, из которых она состояла (преимущественно соединения кремния и железа), были полностью перемешаны друг с другом; их температура была сравнительно невелика. Со временем под действием гравитационных сил более лёгкие соединения кремния стали подниматься к поверхности Земли, а более тяжёлое железо и его соединения — опускаться в направлении ядра. Это сопровождалось выделением большого количества энергии (в виде тепла), что привело со временем к разогреву недр планеты. Процесс гравитационной дифференциации продолжается на Земле до сих пор. По мнению некоторых учёных, он может служить источником её теплового поля.

## Наблюдаемые внеземные типы
Ниже представлены наблюдаемые типы планетных и спутниковых ядер.

### В Солнечной системе

#### Меркурий
До недавнего времени предполагалось, что в недрах Меркурия находится металлическое ядро радиусом 1800—1900 км, содержащее 60 % массы планеты, так как КА «Маринер-10» обнаружил слабое магнитное поле, и считалось, что планета с таким малым размером не может иметь жидкого ядра. Но в 2007 году группа Жана-Люка Марго подвела итоги пятилетних радарных наблюдений за Меркурием, в ходе которых были замечены вариации вращения планеты, слишком большие для модели с твёрдым ядром. Поэтому на сегодняшний день можно с высокой долей уверенности говорить, что ядро планеты именно жидкое.
Процентное содержание железа в ядре Меркурия выше, чем у любой другой планеты Солнечной системы. Было предложено несколько теорий для объяснения этого факта. Согласно наиболее широко поддерживаемой в научном сообществе теории, Меркурий изначально имел такое же соотношение металла и силикатов, как в обычном метеорите, имея массу в 2,25 раза больше, чем сейчас. Однако в начале истории Солнечной системы в Меркурий ударилось планетоподобное тело, имеющее в 6 раз меньшую массу и несколько сот километров в поперечнике. В результате удара от планеты отделилась большая часть изначальной коры и мантии, из-за чего относительная доля ядра в составе планеты увеличилась. Подобная гипотеза, известная как теория гигантского столкновения, была предложена и для объяснения формирования Луны. Однако этой версии противоречат первые данные исследования элементного состава поверхности Меркурия с помощью гамма-спектрометра АМС «Мессенджер», который даёт возможность измерить содержание радиоактивных изотопов: оказалось, что на Меркурии много летучего элемента калия (по сравнению с более тугоплавкими ураном и торием), что не согласуется с высокими температурами, неизбежными при столкновении. Поэтому предполагается, что элементный состав Меркурия соответствует первичному элементному составу материала, из которого он сформировался, близкому к энстатитовым хондритам и безводным кометным частицам, хотя содержание железа в исследованных к настоящему времени энстатитовых хондритах недостаточно для объяснения высокой средней плотности Меркурия.
Ядро окружено силикатной мантией толщиной 500—600 км. Согласно данным «Маринера-10» и наблюдениям с Земли толщина коры планеты составляет от 100 до 300 км. Железно-никелевое ядро Меркурия составляет около 3/4 его диаметра, что примерно равно размеру Луны. Оно очень массивное по сравнению с ядром других планет.

#### Венера
Предложено несколько моделей внутреннего строения Венеры. Согласно наиболее реалистичной из них, на Венере есть три оболочки. Первая — кора толщиной примерно 16 км. Далее — мантия, силикатная оболочка, простирающаяся на глубину порядка 3300 км до границы с железным ядром, масса которого составляет около четверти всей массы планеты. Поскольку собственное магнитное поле планеты отсутствует, то следует считать, что в железном ядре нет перемещения заряженных частиц — электрического тока, вызывающего магнитное поле, следовательно, движения вещества в ядре не происходит, то есть оно находится в твёрдом состоянии. Плотность в центре планеты достигает 14 г/см³. Состав ядра Венеры точно не определён, и сильно зависит от применяемой модели.
| Элемент  | Chondritic Model | Equilibrium Condensation Model | Pyrolitic Model |
| -------- | ---------------- | ------------------------------ | --------------- |
| Железо   | 88.6 %           | 94.4 %                         | 78.7 %          |
| Никель   | 5.5 %            | 5.6 %                          | 6.6 %           |
| Кобальт  | 0.26 %           | Неизвестно                     | Неизвестно      |
| Сера     | 5.1 %            | 0 %                            | 4.9 %           |
| Кислород | 0 %              | Неизвестно                     | 9.8 %           |

#### Луна
Луна — дифференцированное тело, она имеет геохимически различную кору, мантию и ядро. Оболочка внутреннего ядра богата железом, она имеет радиус 240 км, жидкое внешнее ядро состоит в основном из жидкого железа с радиусом примерно 300—330 километров. Вокруг ядра находится частично расплавленный пограничный слой с радиусом около 480—500 километров. Эта структура, как полагают, появилась в результате фракционной кристаллизации из глобального океана магмы вскоре после образования Луны 4,5 миллиарда лет назад. Лунная кора имеет в среднем толщину ~ 50 км.